# Thomas Armbruster
Thomas Armbruster (* 1950 in Baden-Baden) ist ein Schweizer Mineraloge, Kristallograph und Kristallchemiker und emeritierter Hochschullehrer an der Universität Bern.
Armbruster studierte an der Universität Mainz und wurde 1977 an der Ruhr-Universität Bochum promoviert. Als Post-Doktorand war er am Virginia Polytechnic Institute bei Donald Bloss, wo er sich mit Kristallchemie von Cordierit befasste. 1980 ging er an die Universität Bern, wo er Professor wurde.
Er befasste sich besonders mit Ordnungs-Unordnungs-Phänomenen in Kristallstrukturen, modularen Aspekten von Mineralstrukturen, Zeolithen, Kristallchemie von Manganmineralien.
2007 wurde das Mineral Armbrusterit, ein Mangan-Silikat, das auf der Halbinsel Kola gefunden wurde, von russischen Mineralogen nach ihm benannt.
2002/03 war er Distinguished Lecturer der Mineralogical Society of America (MSA). 2008 erhielt er die Dana Medal der MSA, und 2015 wurde er Ehrenmitglied der russischen mineralogischen Gesellschaft. 2017 erhielt er die Friedrich-Becke-Medaille.
Er veröffentlichte auch über Schwarzwälder-Kaltblut-Pferde.

## Schriften
- mit Rosa Micaela Danisi (Hrsg.): Highlights in Mineralogical Crystallography. De Gruyter, Berlin 2016.